# Hawaiilijster
De Hawaiilijster (Myadestes obscurus) is een zangvogel uit de familie Turdidae (lijsters).

## Verspreiding en leefgebied
Deze soort is endemisch in de hooglanden van Hawaï.